# Nawabganj (Bareilly)
Nawabganj è una suddivisione dell'India, classificata come municipal board, di 30.601 abitanti, situata nel distretto di Bareilly, nello stato federato dell'Uttar Pradesh.